# Pharmazeutische Chemie

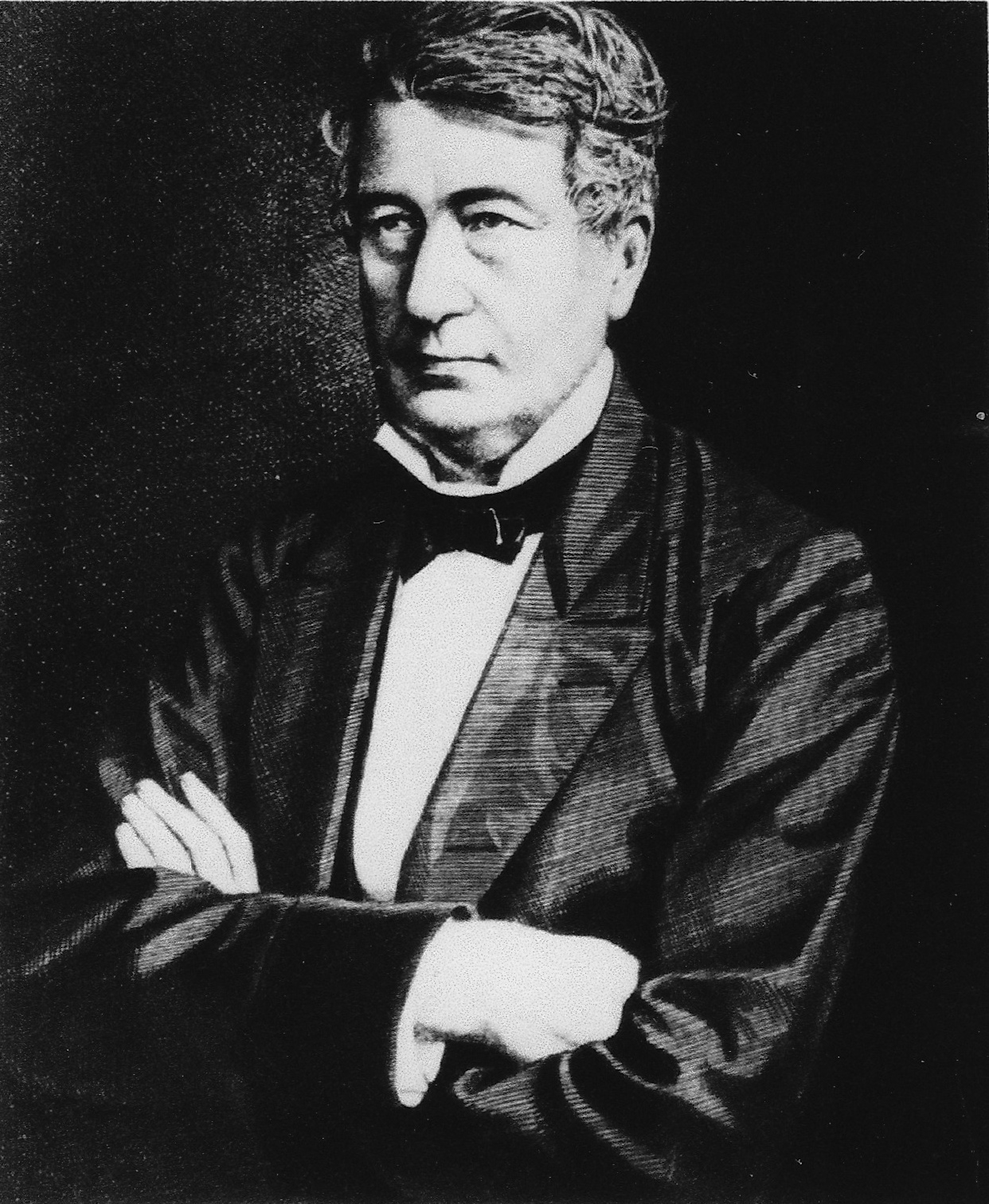
Constantin Zwenger (1814–1884).

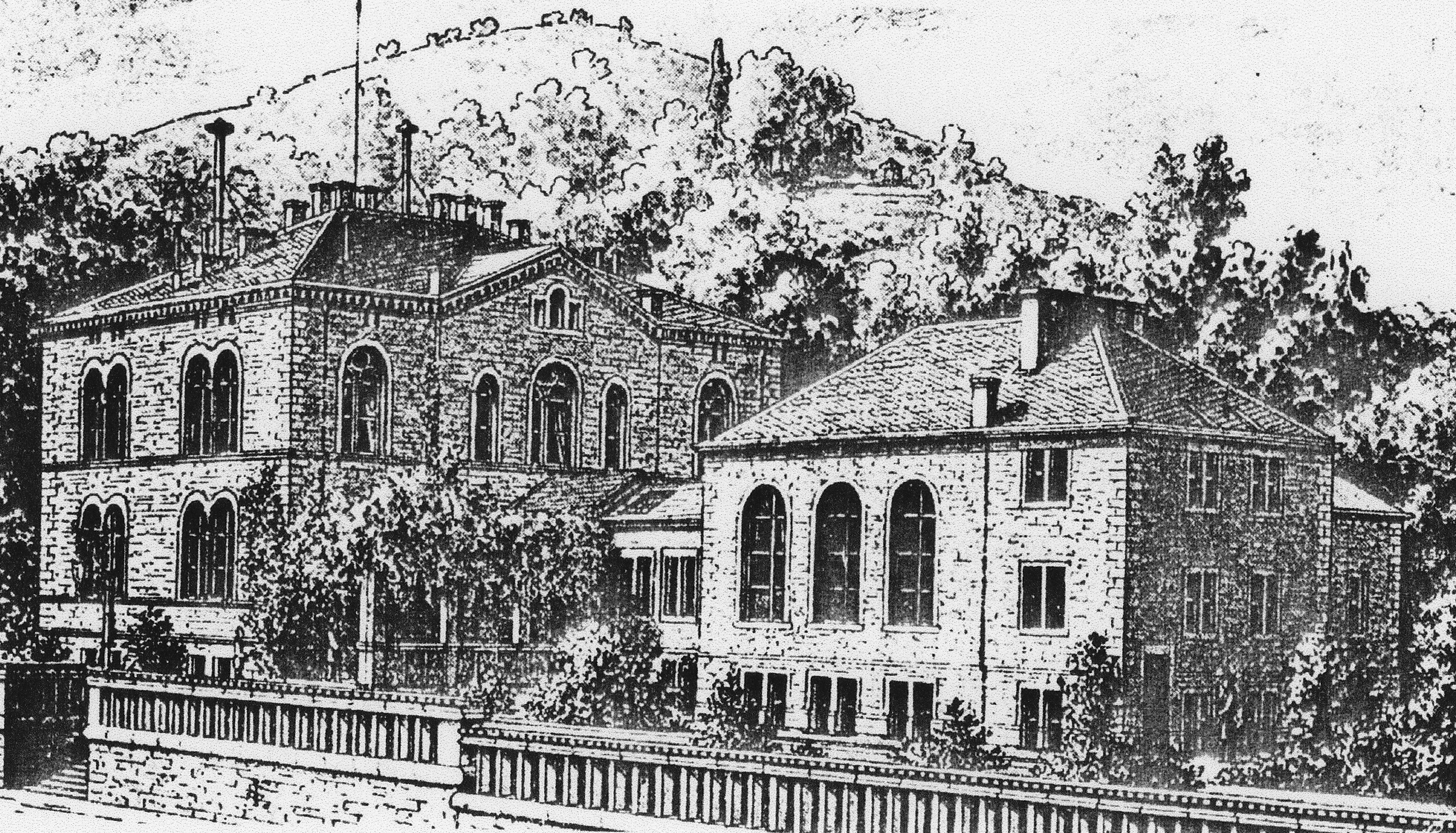
Das Zwengersche Institut für Chemische Pharmazie an der Philipps-Universität zu Marburg (1873).

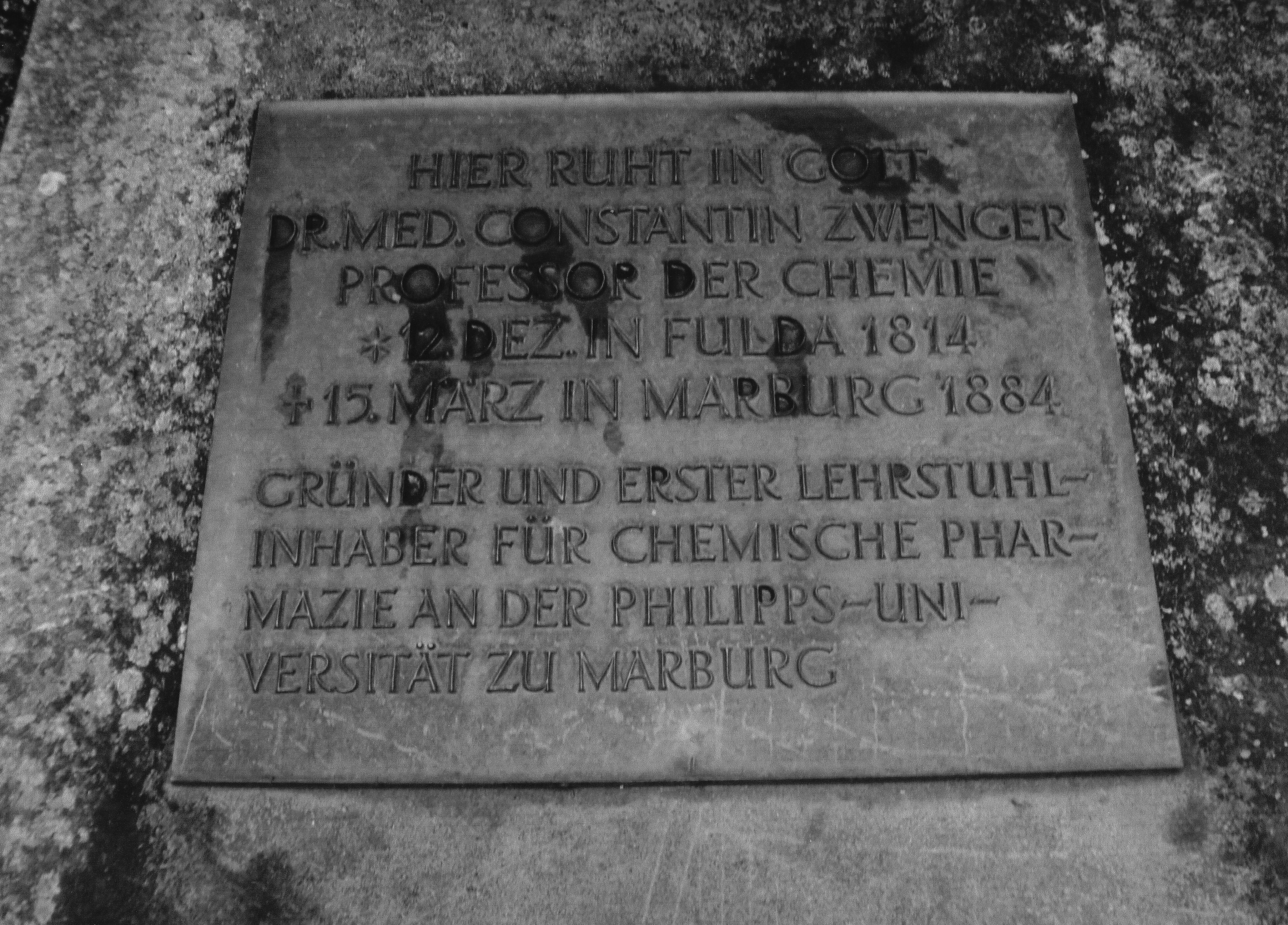
Grabstein auf dem Ehrengrab der Stadt Marburg/Lahn.

Pharmazeutische Chemie (auch Arzneimittelchemie und Heilstoffchemie) ist ein Teilgebiet der Chemie bzw. der Pharmazie und der Pharmaforschung, der Wissenschaft von den Arzneistoffen und Arzneimitteln. Die pharmazeutische Chemie ist das Spezialgebiet der Pharmazie, das sich mit den chemischen Eigenschaften von Arzneimitteln im weitesten Sinne beschäftigt. Eine besondere Rolle spielt die Analyse (der Nachweis) von Arzneistoffen und Arzneimitteln sowie die Synthese (die Herstellung) der Arzneistoffe. Der pharmazeutischen Chemie nahestehende Gebiete sind die medizinische Chemie, die Pharmakologie und die Toxikologie.
Grundlage der pharmazeutischen Chemie sind die organische Chemie sowie Teilgebiete der anorganischen Chemie. In Deutschland haben die meisten Professoren des Fachs pharmazeutischen Chemie einen Studienabschluss in Chemie und in Pharmazie. Horst Böhme (1908–1996) – ein bedeutender pharmazeutischer Chemiker – und viele seiner akademischen Schüler seien beispielhaft genannt.

## Geschichte
Bereits 1836 wurde an der Universität Würzburg ein Lehrauftrag für Pharmazeutische Chemie eingerichtet. Constantin Zwenger (1814–1884) gilt jedoch als Begründer des Fachs pharmazeutische Chemie. Seit 1852 war er Leiter des Pharmazeutischen Instituts der Universität Marburg und dort ordentlicher Professor der pharmazeutischen Chemie.